# Obora (województwo wielkopolskie)
Obora – wieś w Polsce położona w województwie wielkopolskim, w powiecie gnieźnieńskim, w gminie Gniezno.
Wieś duchowna, własność Klasztoru Klarysek w Gnieźnie, pod koniec XVI wieku leżała w powiecie gnieźnieńskim województwa kaliskiego. W latach 1975–1998 miejscowość położona była w województwie poznańskim. Wieś leży 5 kilometrów od miasta Gniezna. Wieś posiada bezpośrednie połączenie autobusów MPK z Gnieznem. Według danych z 2011 roku miejscowość zamieszkiwało 326 osób.
We wsi znajdują się: nieczynny przystanek kolejowy Obora Wielkopolska, kaplica filialna św. Floriana należąca do Parafii archikatedralnej Wniebowzięcia Najświętszej Maryi Panny w Gnieźnie i Szkoła Podstawowa im Celestyna Freineta (filia).
Dwór w Oborze
Dwór w Oborze – nieistniejący już dwór znajdujący się we wsi Obora (woj. wielkopolskie, pow. gnieźnieński), wzniesiony w XIX wieku na zachodnim skraju parku dworskiego.
Historia
Pierwsza wzmianka o wsi Obora pochodzi z 1295 roku, gdy król Przemysł II odnowił przywileje nadane klaryskom gnieźnieńskim, obejmujące m.in. tę wieś. W XIV–XVI wieku Obora należała głównie do zakonu klarysek, choć część sołectwa była w rękach prywatnych – m.in. rodziny Zagajewskich herbu Ogończyk. W XVIII wieku miejscowość została przekształcona w domenę rządową przez władze pruskie.
W XIX wieku właścicielami majątku byli m.in. Wilhelm Bussmann i jego żona Ludwika z Góreckich. Ich córka, Paulina Ludwika, wyszła za Juliana Piotra Zabłockiego herbu Łada. Pod rządami rodziny Zabłockich majątek uzyskał status “dóbr rycerskich” i liczył blisko 350 ha powierzchni.
W 1880 roku majątek został sprzedany po subhaście i najprawdopodobniej trafił w ręce niemieckie, a następnie został rozparcelowany przez Komisję Kolonizacyjną. W okresie międzywojennym istniała tu cegielnia parowa, wiatrak, warsztat kołodziejski i karczma. W 1930 roku wieś liczyła 432 mieszkańców.
W czasie okupacji niemieckiej (1939–1945) wieś nosiła nazwę Hermannsruh, a następnie Schipplicksruh. Po II wojnie światowej na bazie pozostałości folwarku utworzono Państwowe Gospodarstwo Rolne (PGR), które funkcjonowało do początku lat 90. XX wieku. Dwór służył jako biurowiec PGR-u, później został rozebrany.
Architektura i park
Dwór był zbudowany na planie prostokąta, z dłuższą osią ustawioną północ–południe. Fasada była skierowana na wschód, a od zachodu znajdowało się podwórze gospodarcze. Do dworu przylegał park krajobrazowy, który pod koniec XIX wieku mógł zajmować nawet 2,7 ha. Znajdował się w nim m.in. niewielki staw i sady. Do lat 70. XX wieku widoczne były jeszcze ruiny dworu, jednak cały układ przestrzenny zespołu dworskiego uległ zatarciu.
Współcześnie teren dawnego majątku jest przekształcony. Pozostałości parku ograniczają się do nieużytków i młodego zadrzewienia wokół dawnego miejsca dworu i w sąsiedztwie stawu.